# Raymonde Vergauwen
Raymonde Elisa Florentina Vergauwen, née le 15 mars 1928 à Sas de Gand et morte le 5 avril 2018 dans la même ville, est une ancienne nageuse néerlandaise nageant pour la Belgique.

## Biographie
Née de parents belges, elle grandit aux Pays-Bas.
En 1948, elle bat le record de Belgique du 200 m brasse, record qu'elle conserve jusqu'en 1958 et qu'elle améliore deux fois, le passant de 2 min 56 s 60 en 1948 à 2 min 54 s 80 en 1952. Ce record est finalement battu en 1958 en 2 min 51 s 00.
Aux Championnats d'Europe de 1950 qui se déroulent à Vienne, elle remporte son unique titre international en devenant championne d'Europe du 200 m brasse en 3 min 00 s 01. Deux ans plus tard, elle participe aux Jeux olympiques d'été de 1952 à Helsinki mais repart bredouille.
Elle prend sa retraite sportive en 1964 et devient commentatrice et juge lors de compétitions internationales.